# Dziewczyna z Missouri
Dziewczyna z Missouri – amerykańska komedia romantyczna z 1934 roku.

## Główne role
- Jean Harlow – Edith „Eadie” Chapman
- Lionel Barrymore – T.R. Paige
- Franchot Tone – T.R. Paige Jr.
- Lewis Stone – Frank Cousins
- Patsy Kelly – Kitty Lennihan
- Alan Mowbray – Lord Douglas
- Clara Blandick – pani Newberry
- Hale Hamilton – Charlie Turner
- Henry Kolker – senator Titcombe
- Nat Pendleton – ratownik

## Fabuła
Edith Chapman od dziecka zna smak biedy. Bardzo chce, by jej życie było wolne od zmartwień finansowych, dlatego postanawia wyjść za bogatego mężczyznę. Razem z najlepszą przyjaciółką rusza na podbój Nowego Jorku, gdzie zostaje tancerką. Po jednym z występów flirtuje z Frankiem Cousinsem, który jej się oświadcza. Wkrótce po tym mężczyzna popełnia samobójstwo. Policja podejrzewa Eadie. Kobieta chce udowodnić swoją niewinność, tymczasem o jej względy zabiega Tom Paige. Ich związkowi za wszelką cenę chce zapobiec jego ojciec, który snuje intrygi.